# Fjær
Fjær est une localité du comté de Nordland, en Norvège.

## Géographie
Administrativement, Fjær fait partie de la kommune de Bodø.